# Glaucostola simulans
Glaucostola simulans är en fjärilsart som beskrevs av De Toulgoët 1987. Glaucostola simulans ingår i släktet Glaucostola och familjen björnspinnare. Inga underarter finns listade i Catalogue of Life.